# Festival RTP da Canção 2024
El Festival RTP da Canção 2024 fue la LVIII edición del tradicional festival de la canción portuguesa. Este festival fungió como preselección para elegir al representante luso en el Festival de la Canción de Eurovisión 2024. La final se celebró el 9 de marzo de 2024 en los estudios de la RTP en la capital Lisboa, contando con dos semifinales previas llevadas a cabo en la misma sede los días 24 de febrero y 2 de marzo. 
La canción ganadora y, por tanto, representante de Portugal en Eurovisión, fue «Grito»  de Iolanda, quien obtuvo 22 puntos de 24 puntos posibles, recibiendo los 12 puntos del jurado regional y 10 del televoto, quien se decantó por João Borsch.

## Organización

### Formato
La competencia consistió en dos semifinales y una final. En total compitieron 20 canciones aspirantes divididas entre las dos semifinales, es decir, participando 10 en cada una. A partir de este año, las semifinales presentaron un cambio en la votación, dividiéndose en dos rondas: En la primera ronda, las cinco canciones más votadas entre el panel de jurado profesional compuesto por 7 profesionales invitados por la RTP (50%) y el televoto (50%) pasaron directamente a la final, siendo convertidos los resultados de ambos en una votación al estilo de Eurovisión: 12 puntos al mejor puntuado, 10 puntos al segundo y 8-1 al resto de las canciones en orden decreciente. En caso de empate en la última posición de clasificación, avanzaron la canción(es) mejor(es) puntuada(s) por el jurado. Posteriormente, se reiniciaron las votaciones del público con las cinco canciones restantes, pasando a la final la más votada, dando un total de 6 clasificados por cada semifinal.
En dicha final, las doce canciones clasificadas volvieron a ser interpretadas, siguiendo el mismo sistema de votación que en las galas anteriores, solamente cambiando el panel del jurado profesional por 7 paneles de 3 profesionales cada uno, representando las 7 regiones del territorio luso: Norte, Centro, Lisboa y Valle del Tajo, Alentejo, Algarve, Madeira y Azores. En caso de empate tras la sumatoria del jurado y el televoto en el primer lugar, vencería la canción mejor puntuada por el televoto.
De esta forma se determinó la canción ganadora y representante de Portugal en el Festival de la Canción de Eurovisión 2023.

### Presentadores
Cada gala del festival fue presentada por una dupla de presentadores diferentes:
| Presentador             | Profesión                                                  | Gala                             | Ref.  |
| ----------------------- | ---------------------------------------------------------- | -------------------------------- | ----- |
| José Carlos Malato      | Presentador de televisión y locutor de radio               | 1era. Semifinal                  | [ 6 ] |
| Tânia Ribas de Oliveira | Presentadora de televisión                                 | 1era. Semifinal                  | [ 7 ] |
| Jorge Gabriel           | Presentador de televisión y periodista                     | 2da. Semifinal                   | [ 8 ] |
| Sónia Araújo            | Presentadora de televisión                                 | 2da. Semifinal                   | [ 9 ] |
| Vasco Palmeirim         | Presentador de televisión y locutor de radio               | Final                            | [ 5 ] |
| Filomena Cautela        | Presentadora de televisión y actriz                        | Final                            | [ 5 ] |
| Inês Lopes Gonçalves    | Presentadora de televisión, locutora de radio y comediante | Green Room (semifinales y final) | [ 5 ] |

### Jurado

#### Jurado de Semifinales
Durante las semifinales, el 50% de la votación recayó en un panel de 7 jurados profesionales previamente seleccionado por la RTP:
| Presentador            | Profesión                                          |
| ---------------------- | -------------------------------------------------- |
| Benjamim               | Cantante, participante del Festival da Canção 2021 |
| Gisela João            | Cantante                                           |
| Lia Pereira            | Periodista                                         |
| Lura                   | Cantante                                           |
| Miguel Esteves Cardoso | Escritor                                           |
| Mimicat                | Cantante, representante de Portugal en 2023        |
| Pedro Oliveira         | Músico                                             |

#### Jurado Regional
Durante la final, el 50% de la votación recayó en 7 ternas de jurados representantes de las 5 regionales continentales de Portugal y los dos archipiélagos autónomos:
| Región                  | Miembro del jurado         | Profesión                           |
| ----------------------- | -------------------------- | ----------------------------------- |
| Norte                   | Igor Domingues (portavoz)  | Músico, participante del FdC 2020   |
| Norte                   | Valter Lobo                | Músico                              |
| Norte                   | Catarina Maia              | Presentadora                        |
| Centro                  | Yola Dinis (portavoz)      | Cantante, participante del FdC 2015 |
| Centro                  | Jonh Gonçalves             | Músico                              |
| Centro                  | Sofia Lisboa               | Cantante                            |
| Lisboa y Valle del Tajo | Frankie Chavez (portavoz)  | Cantante, participante del FdC 2019 |
| Lisboa y Valle del Tajo | Margarida Campelo          | Cantante                            |
| Lisboa y Valle del Tajo | Luís Guerreiro             | Músico                              |
| Alentejo                | Nuno Figueiredo (portavoz) | Músico, participante del FdC 2017   |
| Alentejo                | Daniel Boto                | Director de FIMM                    |
| Alentejo                | Vicente Alves do Ó         | Realizador                          |
| Algarve                 | Edmundo Vieira (portavoz)  | Cantante, participante del FdC 2007 |
| Algarve                 | João de Brito              | Actor                               |
| Algarve                 | Nuno Guerreiro             | Cantante                            |
| Madeira                 | Micaela Abreu              | Cantante                            |
| Madeira                 | Pedro Camacho              | Músico                              |
| Madeira                 | Gustavo Paixão             | Miembro del Proyecto Maria Silva    |
| Azores                  | Luís Barrences             | Fundador del Festival Tremor        |
| Azores                  | Vânia Dilac                | Cantante                            |
| Azores                  | Eugénia Contente           | Música                              |

## Participantes
El 7 de agosto de 2023, la RTP publicó el reglamento del Festival da Canção, confirmando que se seleccionarían veinte participantes en el festival escogidos a través de dos procesos paralelos de selección: el primero, con el que se seleccionaría a 14 artistas mediante invitación directa de la televisora portuguesa, teniendo desde ese día hasta el 31 de octubre para el envío de la candidatura. Los seis lugares restantes se seleccionarían a través de un proceso abierto de recepción de canciones desde ese mismo día hasta el 15 de octubre. En ambos procesos, las candidaturas seleccionadas tuvieron como límite el 30 de noviembre para enviar la versión final de las mismas.  Unos días después del cierre del plazo, la RTP a través de sus redes sociales confirmó la recepción de 809 candidaturas a través del proceso abierto. El 6 de noviembre de 2023 se anunciaron a los veinte compositores seleccionados.
Los 14 compositores seleccionados por medio de invitación directa fueron:
| - Bispo - Buba Espinho - Cristina Clara - Huca - Iolanda | - João Borsch - Leo Middea - Maria João - Mila Dores - Nena | - NOBLE - No Maka - Perpétua - Silk Nobre |

Mientras los 6 compositores seleccionados por medio de la convocatoria abierta fueron:
- FILIPA
- João Couto
- LEFT.
- MELA
- Rita Onofre
- Rita Rocha

### Canciones
El 18 de enero de 2024, fueron anunciados los títulos y los intérpretes de las canciones seleccionadas, siendo publicados los lyrics videos ese mismo día en el sitio oficial del festival en YouTube, así como el álbum recopilatorio de los temas en plataformas digitales, publicado bajo el sello Universal Music Portugal.
| Artista                 | Canción (Traducción)                               | Idioma                    | Compositor Invitado     | Música & Letra | Selección            |
| ----------------------- | -------------------------------------------------- | ------------------------- | ----------------------- | --- | -------------------- |
| Bispo                   | «Casa Portuguesa» (Casa portuguesa)                | Portugués                 | Bispo                   | Música: Pedro Bispo Letra: Pedro Bispo                                                                                     | Invitación directa   |
| Buba Espinho            | «O Farol» (Faro)                                   | Portugués                 | Buba Espinho            | Música: Bernardo Espinho Letra: Bernardo Espinho                                                                           | Invitación directa   |
| Cristina Clara          | «Primavera» (Primavera)                            | Portugués                 | Cristina Clara          | Música: Jon Luz Letra: Cristina Clara                                                                                      | Invitación directa   |
| FILIPA                  | «You Can't Hide» (No te puedes esconder)           | Inglés                    | FILIPA                  | Música: Filipa Carmo da Silva, Marie Jenkins, Rich Pilkington Letra: Filipa Carmo da Silva, Marie Jenkins, Rich Pilkington | Convocatoria abierta |
| Huca                    | «Pé de Choro» (Ataque de llanto)                   | Portugués                 | Huca                    | Música: Bruno Huca, Milton Gulli Letra: Bruno Huca, Milton Gulli                                                           | Invitación directa   |
| Iolanda                 | «Grito» (Grito)                                    | Portugués                 | Iolanda                 | Música: Iolanda, Luar Letra: Iolanda                                                                                       | Invitación directa   |
| João Borsch             | «...Pelas Costuras» (...Por las costuras)          | Portugués                 | João Borsch             | Música: João Borsch Letra: João Borsch                                                                                     | Invitación directa   |
| João Couto              | «Quarto Para Um» (Cuarto para uno)                 | Portugués                 | João Couto              | Música: João Couto Letra: João Couto                                                                                       | Convocatoria abierta |
| LEFT.                   | «Volto a Ti» (Vuelvo a ti)                         | Portugués                 | LEFT.                   | Música: António Maciel Graça Letra: António Maciel Graça                                                                   | Convocatoria abierta |
| Leo Middea              | «Doce Mistério» (Dulce Misterio)                   | Portugués                 | Leo Middea              | Música: Leo Middea Letra: Leo Middea                                                                                       | Invitación directa   |
| Maria João              | «Dia» (Día)                                        | Portugués, inglés, tsonga | Maria João              | Música: Maria João Grancha, João Farinha Letra: Maria João Grancha                                                         | Invitación directa   |
| MELA                    | «Água» (Agua)                                      | Portugués                 | MELA                    | Música: Mariana Gonçalves Letra: Mariana Gonçalves                                                                         | Convocatoria abierta |
| Mila Dores              | «Afia a Língua» (Afila la lengua)                  | Portugués                 | Mila Dores              | Música: Mila Dores, Filipe Sambado Letra: Mila Dores                                                                       | Invitación directa   |
| Nena                    | «Teorias Da Conspiração» (Teorías de conspiración) | Portugués                 | Nena                    | Música: Nena Marques Letra: Nena Marques                                                                                   | Invitación directa   |
| NOBLE                   | «Memory» (Memoria)                                 | Inglés                    | NOBLE                   | Música: Pedro Fidalgo, Rui Saraiva Letra: Pedro Fidalgo                                                                    | Invitación directa   |
| No Maka (con Ana Maria) | «Aceitar» (Aceptar)                                | Portugués                 | No Maka (con Ana Maria) | Música y Letra: Ana Maria Ramos, Duarte Carvalho, Emanuel Oliveira, Mara Cortez, Marcelo Garrido, Rafael Martins           | Invitación directa   |
| Perpétua                | «Bem Longe Daqui» (Muy lejos de aquí)              | Portugués                 | Perpétua                | Música: Perpétua Letra: Perpétua                                                                                           | Invitación directa   |
| Rita Onofre             | «Criatura» (Criatura)                              | Portugués                 | Rita Onofre             | Música: Rita Onofre Letra: Rita Onofre                                                                                     | Convocatoria abierta |
| Rita Rocha              | «Pontos Finais» (Puntos finales)                   | Portugués                 | Rita Rocha              | Música: Rita Rocha Letra: Rita Rocha                                                                                       | Convocatoria abierta |
| Silk Nobre              | «Change» (Cambio)                                  | Inglés                    | Silk Nobre              | Música: Artur Guimarães, Fernando Nobre, Rui Pedro Pity Letra: Fernando Nobrel                                             | Invitación directa   |

## Festival

### Semifinales
El sorteo fue realizado a puerta cerrada el 6 de noviembre de 2023, día de anuncio de los compositores participantes. El sorteo y sus resultados fueron publicados el 27 de diciembre de 2023, usando los nombres de los compositores a falta del anuncio de los intérpretes y canciones participantes en el momento.

#### Semifinal 1
La primera semifinal se celebró en los estudios de la RTP el 24 de febrero de 2023, siendo presentada por Tânia Ribas de Oliveira y José Carlos Malato.
10 canciones compitieron por 6 pases a la final por medio de dos rondas de votación.Los resultados publicados dos días después de finalizado el concurso, dieron como ganadora de la semifinal a la cantante Iolanda con la balada «Grito», obteniendo 22 puntos, logrando ser la ganadora de la votación del jurado y el segundo puesto del público. Los favoritos del público, el grupo de city pop Perpetua obtuvieron el segundo puesto con 18 puntos. El resto de clasificados en la primera ronda fueron Nena, João Borsch y Rita Rocha. En la repesca, el cantante Noble con la balada en inglés «Memory» fue el último clasificado a la final tras obtener un contundente 47.45% de los votos del público.
| N.º | Intérprete  | Canción                  | 1.ª ronda | 1.ª ronda | 1.ª ronda | 1.ª ronda | 1.ª ronda | 2.ª ronda | 2.ª ronda |
| N.º | Intérprete  | Canción                  | J         | T         | T         | Lugar     | Puntos    | Lugar     | %         |
| --- | ----------- | ------------------------ | --------- | --------- | --------- | --------- | --------- | --------- | --------- |
| 1   | Nena        | «Teorias Da Conspiração» | 10        | 9.03%     | 5         | 3         | 15        | —         | —         |
| 2   | Perpétua    | «Bem Longe Daqui»        | 6         | 17.08%    | 12        | 2         | 18        | —         | —         |
| 3   | MELA        | «Água»                   | 4         | 4.20%     | 3         | 8         | 7         | 3         | 15.37%    |
| 4   | Mila Dores  | «Afia a Língua»          | 3         | 2.12%     | 1         | 9         | 4         | 5         | 6.33%     |
| 5   | LEFT.       | «Volto a Ti»             | 1         | 3.04%     | 2         | 10        | 3         | 4         | 7.43%     |
| 6   | Rita Rocha  | «Pontos Finais»          | 7         | 14.90%    | 7         | 5         | 14        | —         | —         |
| 7   | NOBLE       | «Memory»                 | 2         | 15.73%    | 8         | 6         | 10        | 1         | 47.45%    |
| 8   | João Borsch | «...Pelas Costuras»      | 8         | 9.68%     | 6         | 4         | 14        | —         | —         |
| 9   | Iolanda     | «Grito»                  | 12        | 16.47%    | 10        | 1         | 22        | —         | —         |
| 10  | Bispo       | «Casa Portuguesa»        | 5         | 7.75%     | 4         | 7         | 9         | 2         | 23.42%    |

#### Semifinal 2
La segunda semifinal se celebró en los estudios de la RTP el 4 de marzo de 2023, siendo presentada por Jorge Gabriel y Sónia Araújo.
10 canciones compitieron por 6 pases a la final por medio de dos rondas de votación. Los resultados publicados dos días después de finalizado el concurso, dieron como ganador de la semifinal al cantante de origen brasileño Leo Middea con la fusión de samba/bossa nova «Doce Mistério», obteniendo 17 puntos, logrando ser el ganador de la votación del jurado y el sexto puesto del público. El segundo puesto fue para el grupo de raíces africanas No Maka con la vocalista Ana Maria y la balada lusa «Aceitar» con 15 puntos. El resto de clasificados en la primera ronda fueron Silk Nobre (ganador de la votación del público), Buba Espinho y Cristina Clara, esta última empatando con otra candidatura a 12 puntos y avanzando al recibir una mejor puntuación del jurado. En la repesca, la cantante novel Rita Onofre con la balada «Criatura» fue la última clasificada a la final tras obtener un 23.72% de los votos del público.
| N.º | Intérprete              | Canción          | 1.ª ronda | 1.ª ronda | 1.ª ronda | 1.ª ronda | 1.ª ronda | 2.ª ronda | 2.ª ronda |
| N.º | Intérprete              | Canción          | J         | T         | T         | Lugar     | Puntos    | Lugar     | %         |
| --- | ----------------------- | ---------------- | --------- | --------- | --------- | --------- | --------- | --------- | --------- |
| 1   | Buba Espinho            | «O Farol»        | 7         | 11.52%    | 7         | 4         | 14        | —         | —         |
| 2   | Cristina Clara          | «Primavera»      | 10        | 5.63%     | 2         | 5         | 12        | —         | —         |
| 3   | Leo Middea              | «Doce Mistério»  | 12        | 9.48%     | 5         | 1         | 17        | —         | —         |
| 4   | FILIPA                  | «You Can't Hide» | 1         | 3.04%     | 1         | 10        | 2         | 5         | 12.08%    |
| 5   | João Couto              | «Quarto Para Um» | 4         | 10.08%    | 6         | 7         | 10        | 2         | 21.70%    |
| 6   | Huca                    | «Pé de Choro»    | 6         | 6.77%     | 3         | 9         | 9         | 4         | 20.82%    |
| 7   | No Maka (con Ana Maria) | «Aceitar»        | 5         | 14.47%    | 10        | 2         | 15        | —         | —         |
| 8   | Maria João              | «Dia»            | 8         | 7.47%     | 4         | 6         | 12        | 3         | 21.68%    |
| 9   | Rita Onofre             | «Criatura»       | 2         | 12.59%    | 8         | 8         | 10        | 1         | 23.72%    |
| 10  | Silk Nobre              | «Change»         | 3         | 18.95%    | 12        | 3         | 15        | —         | —         |

### Final
| N.º | Intérprete              | Canción                  | Jurado | Jurado | Televoto | Televoto | Lugar | Puntos |
| N.º | Intérprete              | Canción                  | Votos  | Puntos | %        | Puntos   | Lugar | Puntos |
| --- | ----------------------- | ------------------------ | ------ | ------ | -------- | -------- | ----- | ------ |
| 1   | Silk Nobre              | «Change»                 | 43     | 7      | 7.64%    | 5        | 4     | 12     |
| 2   | Rita Onofre             | «Criatura»               | 32     | 5      | 3.12%    | 0        | 8     | 5      |
| 3   | NOBLE                   | «Memory»                 | 18     | 1      | 7.81%    | 6        | 7     | 7      |
| 4   | Buba Espinho            | «O Farol»                | 46     | 8      | 7.06%    | 2        | 6     | 10     |
| 5   | Nena                    | «Teorias Da Conspiração» | 24     | 3      | 5.82%    | 1        | 10    | 4      |
| 6   | Iolanda                 | «Grito»                  | 80     | 12     | 16.29%   | 10       | 1     | 22     |
| 7   | No Maka (con Ana Maria) | «Aceitar»                | 14     | 0      | 7.60%    | 3        | 11    | 3      |
| 8   | Cristina Clara          | «Primavera»              | 22     | 2      | 2.38%    | 0        | 12    | 2      |
| 9   | Rita Rocha              | «Pontos Finais»          | 30     | 4      | 8.51%    | 7        | 5     | 11     |
| 10  | Leo Middea              | «Doce Mistério»          | 57     | 10     | 9.17%    | 8        | 3     | 18     |
| 11  | Perpétua                | «Bem Longe Daqui»        | 7      | 0      | 7.60%    | 4        | 9     | 4      |
| 12  | João Borsch             | «...Pelas Costuras»      | 33     | 6      | 17.00%   | 12       | 2     | 18     |

#### Desglose
| N.º | Artista                 | Canción                  | Norte | Centro | Lisboa y Valle de Tajo | Alentejo | Algarve | Madeira | Azores | Total | Puntos |
| --- | ----------------------- | ------------------------ | ----- | ------ | ---------------------- | -------- | ------- | ------- | ------ | ----- | ------ |
| 1   | Silk Nobre              | «Change»                 | 3     | 6      | 12                     | 2        | 6       | 4       | 10     | 43    | 7      |
| 2   | Rita Onofre             | «Criatura»               | 6     | 5      | 6                      | 0        | 3       | 5       | 7      | 32    | 5      |
| 3   | NOBLE                   | «Memory»                 | 2     | 3      | 4                      | 0        | 4       | 3       | 2      | 18    | 1      |
| 4   | Buba Espinho            | «O Farol»                | 8     | 8      | 5                      | 12       | 10      | 2       | 1      | 46    | 8      |
| 5   | Nena                    | «Teorias Da Conspiração» | 5     | 1      | 1                      | 4        | 5       | 8       | 0      | 24    | 3      |
| 6   | Iolanda                 | «Grito»                  | 12    | 12     | 10                     | 10       | 12      | 12      | 12     | 80    | 12     |
| 7   | No Maka (con Ana Maria) | «Aceitar»                | 0     | 2      | 0                      | 8        | 0       | 1       | 3      | 14    | 0      |
| 8   | Cristina Clara          | «Primavera»              | 1     | 7      | 7                      | 3        | 0       | 0       | 4      | 22    | 2      |
| 9   | Rita Rocha              | «Pontos Finais»          | 7     | 0      | 3                      | 1        | 7       | 7       | 5      | 30    | 4      |
| 10  | Leo Middea              | «Doce Mistério»          | 10    | 10     | 8                      | 7        | 8       | 6       | 8      | 57    | 10     |
| 11  | Perpétua                | «Bem Longe Daqui»        | 0     | 0      | 0                      | 5        | 2       | 0       | 0      | 7     | 0      |
| 12  | João Borsch             | «...Pelas Costuras»      | 4     | 4      | 2                      | 6        | 1       | 10      | 6      | 33    | 6      |

##### Máximas Puntuaciones
| N. | A                   | De                                      |
| -- | ------------------- | --------------------------------------- |
| 5  | «Grito»             | Norte, Centro, Algarve, Madeira, Azores |
| 1  | «Change»            | Lisboa y Valle de Tajo                  |
| 1  | «O Farol»           | Alentejo                                |
| 1  | «...Pelas Costuras» | Público                                 |

## En Eurovisión

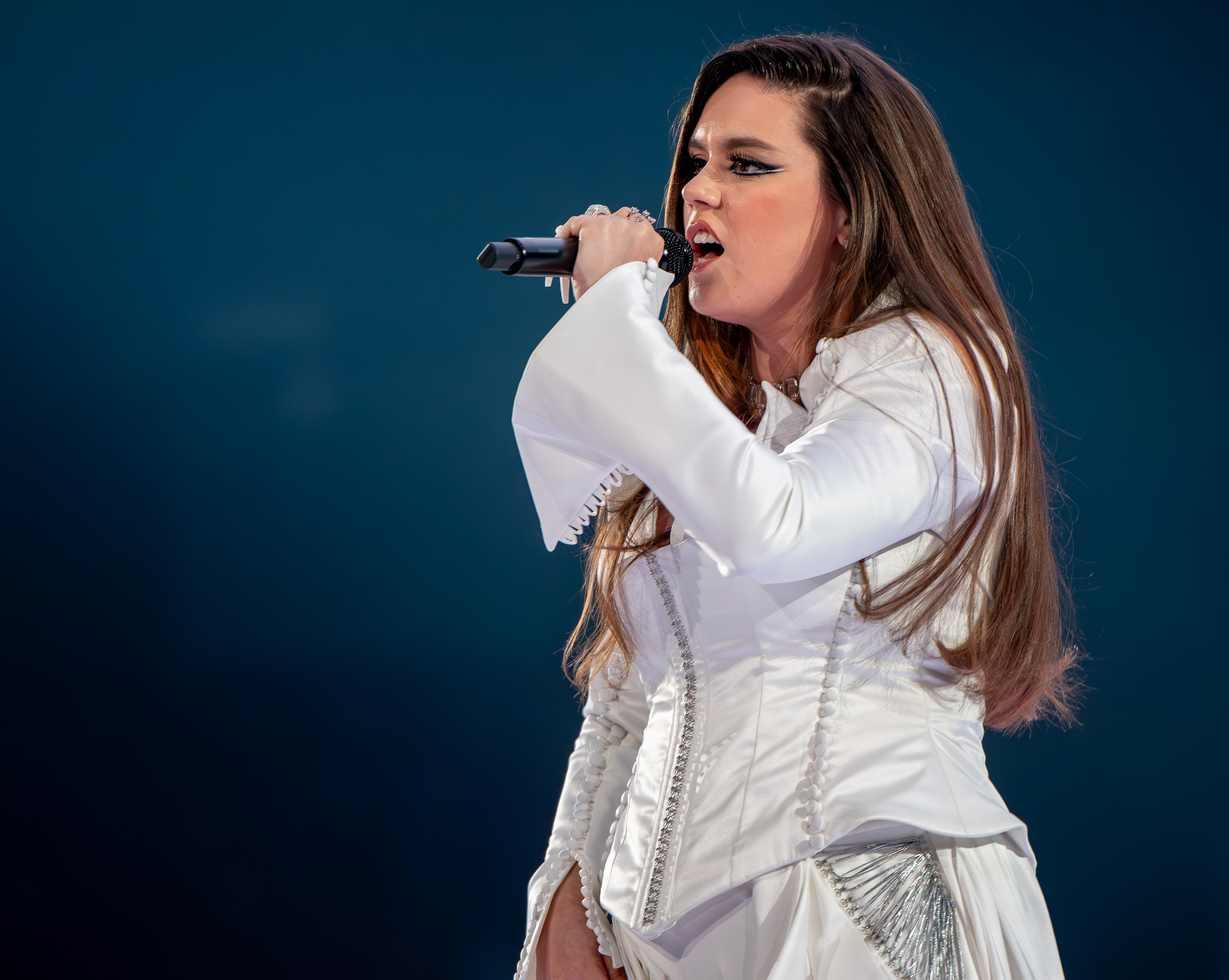
Iolanda durante un ensayo de la primera semifinal.

El Festival de la Canción de Eurovisión 2024 tuvo lugar en el Malmö Arena de Malmö, Suecia, tras la victoria de Loreen con la canción «Tattoo» en 2023. De acuerdo a las reglas del festival, Portugal tuvo que presentarse desde las semifinales en el Festival de la Canción de Eurovisión. En el sorteo realizado el 30 de enero de 2024, Portugal fue sorteada en la primera semifinal del festival. A finales de marzo, el orden de actuación fue anunciado, determinando que Portugal se presentaría en la posición 14 de la semifinal.
La primera semifinal tuvo lugar el 7 de mayo de 2024. Al final del show, Portugal fue anunciada como uno de los países clasificados a la gran final. Tras hilar su cuarto pase a la final, el país luso impuso un nuevo récord propio de clasificaciones. Los resultados publicados días más tarde revelaron que iolanda se clasificó en 8ª posición de la semifinal con 58 puntos del televoto.
Cuatro días más tarde, el 11 de mayo de 2023, se realizó la gran final, presentándose Portugal en la posición 18. En la primera mitad de la votación, correspondiente a la de los jurados nacionales, Portugal se colocó en 7° lugar con 139 puntos, recibiendo la máxima puntuación (12 puntos) de los jurados del Reino Unido, Francia y Croacia. Posteriormente se anunció su puntuación recibida por el televoto: 13 puntos la colocaron en el lugar 20. Finalmente, iolanda se colocó en 10ª posición en la sumatoria final con 152 puntos,convirtiéndose en el tercer Top 10 para el país luso desde su regreso a la competencia en 2017 y duodécimo en su registro histórico.